# Nissan Terranaut
Das Konzeptfahrzeug Nissan Terranaut war ein SUV der auf der Genfer Auto-Salon 2006 präsentiert wurde. Nissan entwickelte ihn für den Bedarf von Wissenschaftler, Geologen, Archäologen oder einfach Abenteurer mit 3 Sitzplätzen. Die Bedienungselemente bestanden aus einem kugelförmigen Pod, das der Fahrer schnell zu einer gewünschten Position drehen konnte. Der Terranaut war nur 2 Meter hoch und breit und 4.965 Meter lang. Dadurch entstand ein Extra Raum um ein Mini-Labor für den Einsatz im Gelände unterzubringen. Die Ausrüstung war so vorgesehen, dass eine Kühlung für Gegenstände ohne Dauerbetrieb des Fahrzeuges bis zu einer Woche gewährleistet war. Zelte und Schlafsäcke konnten in den Türen Staufächer abgelegt werden.
Auf der Außenseite des Autos ermöglichte geringer Überhang und gute Bodenfreiheit unwegsames Gelände zu durchqueren. Statt eines Kofferraum bot der Terranaut eine Luftschleuse Schublade, welche eine Labor-Analyse noch am Fahrzeug ermöglichte. Externe Displays und Touchscreens im Heck ermöglichten Zugang zu im Fahrzeug gespeicherte Daten. Ein kontrollierte Atmosphäre im Innenraum kam durch die Verwendung von hoch reflektierendem Glas, das die Sonne, Schnee oder Eis von der Störung der wissenschaftlichen Analyse im Fahrzeug abhielt.
Eine Glaskuppel über dem hinteren Dach ermöglichte einen einfachen Fluchtweg im Falle eines Notfalls. Das Dach verfügte auch über ein kreisförmiges Gehäuse für satellitengestützte Ortungs-Ausrüstung. Die Türen wurden elektrisch mittels Touch-Pad geöffnet.